# Probezzia seminigra
Probezzia seminigra är en tvåvingeart som först beskrevs av Georg Wolfgang Franz Panzer 1798.  Probezzia seminigra ingår i släktet Probezzia och familjen svidknott. Inga underarter finns listade i Catalogue of Life.